# David J. Lesar
David J. Lesar (né le 30 mai 1953) est l'actuel président directeur général de la multinationale  Halliburton Energy Services (l'un des principaux fournisseurs de services et prestations pour l'industrie pétrolière et gazière).
Avant cela, formé en tant qu'expert-comptable certifié (Certified Public Accountant), il a passé 16 ans chez Arthur Andersen où il a travaillé sur les affaires financières conduites par ou pour le groupe Halliburton. 
En 1995, D.J Lesar est embauché comme Directeur financier (« Chief Financial Officer » ou « CFO ») et a été intégré par Halliburton dans son équipe dirigeante, directement comme nouveau vice-président du groupe.

Trois mois plus tard, le groupe Halliburton avait un nouveau PDG : Dick Cheney. 
Ce dernier, environ un an après son arrivée, licencie Tommy Knight (vétéran de l'entreprise ayant effectué 32 ans à la tête de Kellogg, Brown and Root (KBR)) et le remplace par  D.J Lesar qui devient donc le nouveau PDG de KBR, tout en continuant à assumer ses fonctions de Directeur financier de Halliburton. 

Deux ans après (en mai 1997), D. Cheney élève  D.J Lesar au grade de président et Directeur général (« Chief Operating » ou « COO »). 
Après le départ de D. Cheney, en 2000,  D.J Lesar prend sa place de PDG de Halliburton.

## Autres activités
Parmi d'autres activités où il exerce son pouvoir ou son influence ;
- Conseil d'administration de Lyondell Chemical ;
- Comité en amont de l'American Petroleum Institute.
- ancien[1] membre de l'AIC (American–Iranian Council, organisme bipartite créé pour normaliser les relations américano-iranienne, et où siègent des personnalités influentes du monde universitaire, et des décideurs financier et industriels[2].

## Rémunération
Elle n'est pas connue, mais selon le documentaire de Robert Greenwald « Iraq for Sale: The War Profiteers » (Iraq à vendre : Les profiteurs de guerre), D.J Lesar aurait été payé 42.000.000.00 US$, rien que pour ses fonctions chez Halliburton depuis le début de la guerre en Irak jusqu'au moment où le film a été fait.

## Brefs éléments bibliographiques
D.J Lesar est né en 1954 à Madison dans l'État du Wisconsin.

À l'âge de 34 ans, il sort diplômé (en 1978) de l'Université du Wisconsin-Madison où il a obtenu un Bachelor of Science et un Master of Business Administration.
Il résidait à Houston, Texas, avant de récemment déménager à Dubaï (Émirats arabes unis) pour se concentrer sur ses opérations de direction et mise en place de la stratégie du groupe Halliburton partout où il peut y avoir du pétrole ou du gaz (dont gaz non conventionnel) sur la partie du monde (hors Amériques) où il était moins actif.